# سایه همسایه
سایهٔ همسایه یک مجموعهٔ تلویزیونی ایرانی به نویسندگی محمود استادمحمد و کارگردانی اسماعیل خلج است که در سال ۱۳۶۴ تولید و در سال ۱۳۶۵، هر دوشنبه شب، از شبکه ۱ سیمای جمهوری اسلامی ایرانپخش گردید.

## خلاصه داستان
زندگی روزمره ساکنان یک محلهٔ قدیمی، دستمایه این مجموعه تلویزیونی بود. اتفاقات مختلفی در محله رخ می‌دهد و هربار آمیرزا نصرالله (با بازی عنایت‌الله بخشی) که ریش‌سفید محله است، گره از مشکلات همسایه‌ها می‌گشاید و در رفع گرفتاری‌های آنان می‌کوشد.

## محل ساخت
بیشتر صحنه‌های این مجموعه تلویزیونی که ساخت آن، یک‌سال و دوماه بطول انجامید، در دکورهای «استودیو گلستان» فیلمبرداری شد.

## بازیگران

### بازیگران
- عنایت‌الله بخشی در نقش «آمیرزا نصرالله»
- توران مهرزاد در نقش «خانم‌آغا»
- اسماعیل داورفر در نقش «آقای قوامی»
- تانیا جوهری در نقش «خانم اعتضاد»
- حسین امیرفضلی در نقش «حاج کاظم» (بقال محله)
- سیروس ابراهیم‌زاده در نقش «آقای اولیایی» (عکاس)
- باقر صحرارودی در نقش «اوستا صفر» (بنا)
- بهمن زرین‌پور در نقش «هادی» (پسر آقای قوامی)
- اسماعیل خلج در نقش «اکبر آقا» (راننده)
- رامین فرزاد در نقش «آقای اعتضاد»
- فرشید ابراهیمیان در نقش «دکتر» (برادر اکبر)
- آتش تقی‌پور در نقش «کربلایی»
- ارژنگ فرخ‌پیکر در نقش «فتاحی (آقا فتاح)» قهوه‌چی محل
- داود مصلحی‌زاده در نقش «محسن» (پسر حاج کاظم بقال)
- فاطمه طاهری در نقش «بی‌بی» (همسر آمیرزا نصرالله)
- محسن یوسف‌بیک در نقش «دستفروش»
- ملیحه نیکجومند در نقش «خانم قوامی»
- بیوک میرزایی در نقش «آقای تیموری»
- شهین علیزاده در نقش «همسر اکبر»
- کاظم هژیرآزاد در نقش «آقای افضلی» (صاحب بنگاه معاملات ملکی)
- کتایون ریاحی در نقش «مریم» (دخترِ آمیرزا نصرالله)
- شمسی فضل‌الهی
- علی طالب‌لو
- نسترن بوساک
- علی زرینی
- مهدی لاهیجانی
- خسرو یارعلی